# Snowboarding na Zimowych Igrzyskach Olimpijskich 2022 – snowboard cross mężczyzn
Snowboard cross mężczyzn – jedna z konkurencji rozgrywanych w ramach snowboardingu na Zimowych Igrzyskach Olimpijskich w Pekinie. Zawodnicy rywalizowali w dniu 10 lutego w Genting Snow Park w Zhangjiakou.

## Terminarz
| Data      | Konkurencja           | Godzina rozpoczęcia | Godzina rozpoczęcia |
| Data      | Konkurencja           | UTC+08:00           | CET                 |
| --------- | --------------------- | ------------------- | ------------------- |
| 10 lutego | Wyścig rozstawieniowy | 11:15               | 04:15               |
| 10 lutego | 1/8 finału            | 14:00               | 07:00               |
| 10 lutego | Ćwierćfinały          | 14:37               | 07:37               |
| 10 lutego | Półfinały             | 14:58               | 07:58               |
| 10 lutego | Finały                | 15:15               | 08:15               |

## Wyniki

### Zjazd rozstawieniowy
| Pozycja | Nr | Zawodnik            | Reprezentacja               | Zjazd 1 | Zjazd 2 | Najlepszy |
| ------- | -- | ------------------- | --------------------------- | ------- | ------- | --------- |
| 1.      | 15 | Éliot Grondin       | Kanada                      | 1:16,29 | –       | 1:16,29   |
| 2.      | 7  | Julian Lüftner      | Austria                     | 1:17,00 | –       | 1:17,00   |
| 3.      | 13 | Jakob Dusek         | Austria                     | 1:17,05 | –       | 1:17,05   |
| 4.      | 2  | Alessandro Hämmerle | Austria                     | 1:17,24 | –       | 1:17,24   |
| 5.      | 11 | Martin Nörl         | Niemcy                      | 1:17,38 | –       | 1:17,38   |
| 6.      | 16 | Omar Visintin       | Włochy                      | 1:17,68 | –       | 1:17,68   |
| 7.      | 8  | Hagen Kearney       | Stany Zjednoczone           | 1:17,81 | –       | 1:17,81   |
| 8.      | 4  | Cameron Bolton      | Australia                   | 1:17,92 | –       | 1:17,92   |
| 9.      | 3  | Lorenzo Sommariva   | Włochy                      | 1:17,98 | –       | 1:17,98   |
| 10.     | 12 | Nick Baumgartner    | Stany Zjednoczone           | 1:18,01 | –       | 1:18,01   |
| 11.     | 23 | Umito Kirchwehm     | Niemcy                      | 1:18,22 | –       | 1:18,22   |
| 12.     | 19 | Paul Berg           | Niemcy                      | 1:18,31 | –       | 1:18,31   |
| 13.     | 20 | Liam Moffatt        | Kanada                      | 1:18,45 | –       | 1:18,45   |
| 14.     | 9  | Lukas Pachner       | Austria                     | 1:18,49 | –       | 1:18,49   |
| 15.     | 17 | Adam Dickson        | Australia                   | 1:18,56 | –       | 1:18,56   |
| 16.     | 6  | Merlin Surget       | Francja                     | 1:18,64 | –       | 1:18,64   |
| 17.     | 10 | Adam Lambert        | Australia                   | 1:19,33 | 1:17,56 | 1:17,56   |
| 18.     | 25 | Jake Vedder         | Stany Zjednoczone           | 1:18,83 | 1:17,88 | 1:17,88   |
| 19.     | 18 | Tommaso Leoni       | Włochy                      | 1:19,45 | 1:18,13 | 1:18,13   |
| 20.     | 24 | Mick Dierdorff      | Stany Zjednoczone           | 1:19,66 | 1:18,64 | 1:18,64   |
| 21.     | 14 | Lucas Eguibar       | Hiszpania                   | 1:18,73 | 1:19,93 | 1:18,73   |
| 22.     | 5  | Kalle Koblet        | Szwajcaria                  | 1:19,39 | 1:18,94 | 1:18,94   |
| 23.     | 21 | Yoshiki Takahara    | Japonia                     | 1:19,26 | 1:19,16 | 1:19,16   |
| 24.     | 22 | Loan Bozzolo        | Francja                     | 1:19,75 | 1:19,23 | 1:19,23   |
| 25.     | 30 | Daniił Donskiksz    | Rosyjski Komitet Olimpijski | 1:19,36 | 1:19,93 | 1:19,36   |
| 26.     | 28 | Kevin Hill          | Kanada                      | 1:20,24 | 1:19,45 | 1:19,45   |
| 27.     | 1  | Glenn de Blois      | Holandia                    | 1:20,75 | 1:19,69 | 1:19,69   |
| 28.     | 29 | Jarryd Hughes       | Australia                   | 1:21,28 | 1:20,48 | 1:20,48   |
| 29.     | 31 | Huw Nightingale     | Wielka Brytania             | 1:20,79 | 1:20,72 | 1:20,72   |
| 30.     | 26 | Léo Le Blé Jaques   | Francja                     | 1:21,06 | 1:21,36 | 1:21,06   |
| 31.     | 27 | Filippo Ferrari     | Włochy                      | 1:24,77 | DNF     | 1:24,77   |
| 32.     | 32 | Radek Houser        | Czechy                      | DNS     | DNS     | DNS       |

### Runda eliminacyjna

#### 1/8 finału
| Pozycja | Nr | Zawodnik      | Reprezentacja | Uwagi |
| ------- | -- | ------------- | ------------- | ----- |
| 1.      | 1  | Éliot Grondin | Kanada        | Q     |
| 2.      | 16 | Merlin Surget | Francja       | Q     |
| 3.      | 17 | Adam Lambert  | Australia     |       |
|         | 32 | Radek Houser  | Czechy        | DNS   |

| Pozycja | Nr | Zawodnik          | Reprezentacja               | Uwagi |
| ------- | -- | ----------------- | --------------------------- | ----- |
| 1.      | 8  | Cameron Bolton    | Australia                   | Q     |
| 2.      | 24 | Loan Bozzolo      | Francja                     | Q     |
| 3.      | 25 | Daniił Donskiksz  | Rosyjski Komitet Olimpijski |       |
|         | 9  | Lorenzo Sommariva | Włochy                      | DNF   |

| Pozycja | Nr | Zawodnik      | Reprezentacja | Uwagi |
| ------- | -- | ------------- | ------------- | ----- |
| 1.      | 5  | Martin Nörl   | Niemcy        | Q     |
| 2.      | 21 | Lucas Eguibar | Hiszpania     | Q     |
| 3.      | 12 | Paul Berg     | Niemcy        |       |
| 4.      | 28 | Jarryd Hughes | Australia     |       |

| Pozycja | Nr | Zawodnik            | Reprezentacja     | Uwagi |
| ------- | -- | ------------------- | ----------------- | ----- |
| 1.      | 20 | Mick Dierdorff      | Stany Zjednoczone | Q     |
| 2.      | 4  | Alessandro Hämmerle | Austria           | Q     |
| 3.      | 13 | Liam Moffatt        | Kanada            |       |
| 4.      | 29 | Huw Nightingale     | Wielka Brytania   |       |

| Pozycja | Nr | Zawodnik          | Reprezentacja | Uwagi |
| ------- | -- | ----------------- | ------------- | ----- |
| 1.      | 19 | Tommaso Leoni     | Włochy        | Q     |
| 2.      | 30 | Léo Le Blé Jaques | Francja       | Q     |
| 3.      | 14 | Lukas Pachner     | Austria       |       |
| 4.      | 3  | Jakob Dusek       | Austria       |       |

| Pozycja | Nr | Zawodnik        | Reprezentacja | Uwagi |
| ------- | -- | --------------- | ------------- | ----- |
| 1.      | 6  | Omar Visintin   | Włochy        | Q     |
| 2.      | 11 | Umito Kirchwehm | Niemcy        | Q     |
| 3.      | 22 | Kalle Koblet    | Szwajcaria    |       |
| 4.      | 27 | Glenn de Blois  | Holandia      |       |

| Pozycja | Nr | Zawodnik         | Reprezentacja     | Uwagi |
| ------- | -- | ---------------- | ----------------- | ----- |
| 1.      | 23 | Yoshiki Takahara | Japonia           | Q     |
| 2.      | 10 | Nick Baumgartner | Stany Zjednoczone | Q     |
| 3.      | 7  | Hagen Kearney    | Stany Zjednoczone |       |
| 4.      | 26 | Kevin Hill       | Kanada            |       |

| Pozycja | Nr | Zawodnik        | Reprezentacja     | Uwagi |
| ------- | -- | --------------- | ----------------- | ----- |
| 1.      | 18 | Jake Vedder     | Stany Zjednoczone | Q     |
| 2.      | 2  | Julian Lüftner  | Austria           | Q     |
| 3.      | 15 | Adam Dickson    | Australia         |       |
|         | 31 | Filippo Ferrari | Włochy            | DNS   |

#### Ćwierćfinały
| Pozycja | Nr | Zawodnik       | Reprezentacja | Uwagi |
| ------- | -- | -------------- | ------------- | ----- |
| 1.      | 1  | Éliot Grondin  | Kanada        | Q     |
| 2.      | 16 | Merlin Surget  | Francja       | Q     |
| 3.      | 24 | Loan Bozzolo   | Francja       |       |
| 4.      | 8  | Cameron Bolton | Australia     |       |

| Pozycja | Nr | Zawodnik            | Reprezentacja     | Uwagi |
| ------- | -- | ------------------- | ----------------- | ----- |
| 1.      | 4  | Alessandro Hämmerle | Austria           | Q     |
| 2.      | 21 | Lucas Eguibar       | Hiszpania         | Q     |
|         | 20 | Mick Dierdorff      | Stany Zjednoczone | DNF   |
|         | 5  | Martin Nörl         | Niemcy            | DNF   |

| Pozycja | Nr | Zawodnik          | Reprezentacja | Uwagi |
| ------- | -- | ----------------- | ------------- | ----- |
| 1.      | 6  | Omar Visintin     | Włochy        | Q     |
| 2.      | 19 | Tommaso Leoni     | Włochy        | Q     |
| 3.      | 30 | Léo Le Blé Jaques | Francja       |       |
|         | 11 | Umito Kirchwehm   | Niemcy        | DNF   |

| Pozycja | Nr | Zawodnik         | Reprezentacja     | Uwagi |
| ------- | -- | ---------------- | ----------------- | ----- |
| 1.      | 2  | Julian Lüftner   | Austria           | Q     |
| 2.      | 18 | Jake Vedder      | Stany Zjednoczone | Q     |
| 3.      | 10 | Nick Baumgartner | Stany Zjednoczone |       |
|         | 23 | Yoshiki Takahara | Japonia           | DNF   |

#### Półfinały
| Pozycja | Nr | Zawodnik            | Reprezentacja | Uwagi |
| ------- | -- | ------------------- | ------------- | ----- |
| 1.      | 1  | Éliot Grondin       | Kanada        | Q     |
| 2.      | 4  | Alessandro Hämmerle | Austria       | Q     |
| 3.      | 16 | Merlin Surget       | Francja       |       |
| 4.      | 21 | Lucas Eguibar       | Hiszpania     |       |

| Pozycja | Nr | Zawodnik       | Reprezentacja     | Uwagi |
| ------- | -- | -------------- | ----------------- | ----- |
| 1.      | 2  | Julian Lüftner | Austria           | Q     |
| 2.      | 6  | Omar Visintin  | Włochy            | Q     |
| 3.      | 18 | Jake Vedder    | Stany Zjednoczone |       |
| 4.      | 19 | Tommaso Leoni  | Włochy            |       |

#### Finały
Mały finał
| Pozycja | Nr | Zawodnik      | Reprezentacja     | Uwagi |
| ------- | -- | ------------- | ----------------- | ----- |
| 5.      | 16 | Merlin Surget | Francja           |       |
| 6.      | 18 | Jake Vedder   | Stany Zjednoczone |       |
| 7.      | 21 | Lucas Eguibar | Hiszpania         |       |
| 8.      | 19 | Tommaso Leoni | Włochy            |       |

Wielki finał
| Pozycja | Nr | Zawodniczka         | Reprezentacja | Uwagi |
| ------- | -- | ------------------- | ------------- | ----- |
| 01 !    | 4  | Alessandro Hämmerle | Austria       |       |
| 02 !    | 1  | Éliot Grondin       | Kanada        |       |
| 03 !    | 6  | Omar Visintin       | Włochy        |       |
| 4.      | 2  | Julian Lüftner      | Austria       |       |